# De Locomotief

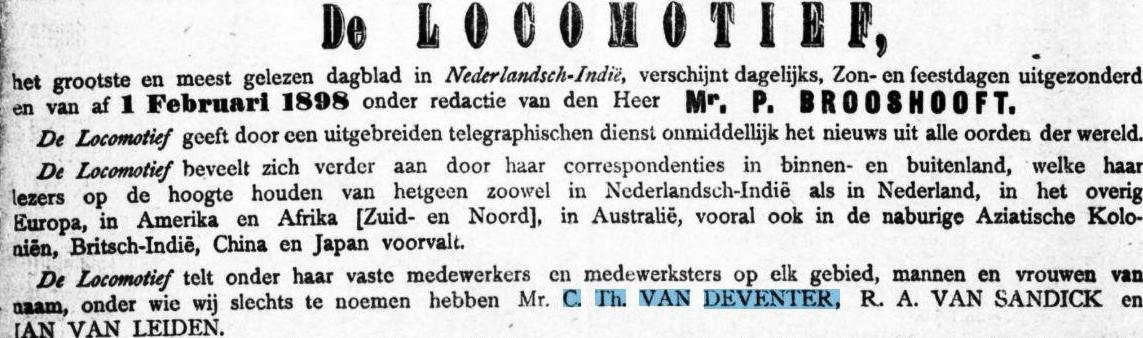
Advertentie voor De Locomotief in 1898.

De Locomotief was de eerste krant die verscheen in Semarang, Indonesië. Het blad werd in 1845 opgericht en werd geleid door de journalist Pieter Brooshooft. Het dagblad heette aanvankelijk Semarangsch Nieuws en Advertentieblad. In 1863 werd de naam gewijzigd in De Locomotief, nadat in Semarang de eerste trein langskwam. 
De Locomotief was de grootste krant van Midden-Java en ontwikkelde zich tot spreekbuis van de ethische richting in de koloniale politiek, zoals verwoord door de advocaat C.Th. van Deventer. Bekende hoofdredacteuren waren M. Vierhout en J. Stokvis. Een bekende medewerker was Noto Soeroto.
De krant stopte in maart 1940 met publicatie, maar kwam in 1947 opnieuw uit en verscheen daarna tot 1956. Het was de laatste Nederlandstalige krant van Indonesië.